# 潘绮瑞
潘绮瑞（希伯來語：אירית בן-אבא，1958年—），以色列外交官现任以色列驻中华人民共和国和蒙古国大使，
2021年1月22日上任。潘绮瑞于1982年毕业于耶路撒冷希伯来大学，修东亚研究和英语语言学。1986年至1989年在香港任职。2000年至2004年担任驻菲律宾大使。2004年至2006年担任驻阿尔巴尼亚、波黑、北马其顿大使，2014年担任驻希腊大使，2021年担任驻中华人民共和国大使